# Rastro
Pour les articles homonymes, voir Rastro (homonymie).

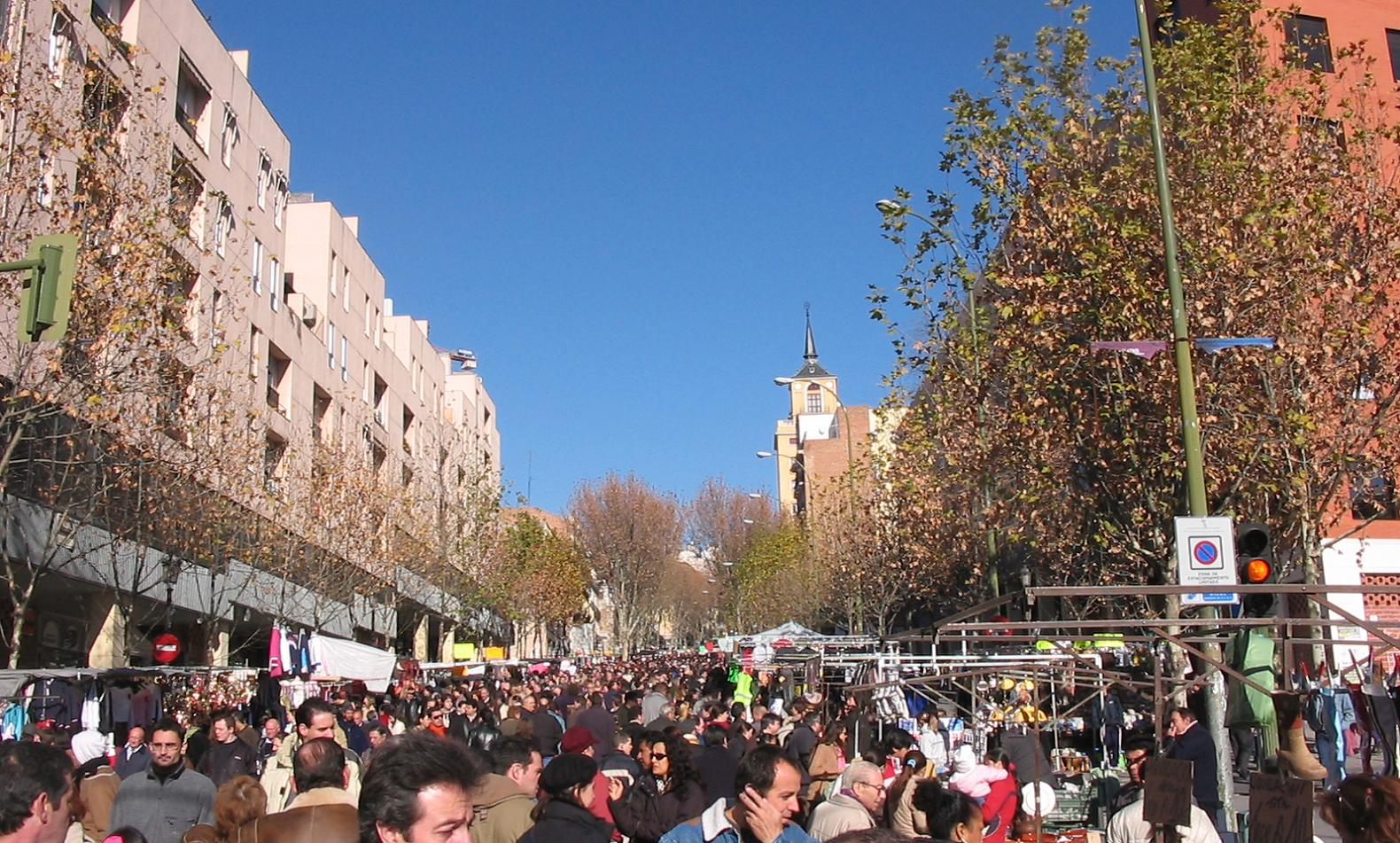
Le Rastro, un matin de janvier 2005.

Le Rastro est un marché aux puces qui a lieu dans le centre historique de Madrid, dans et à proximité des quartiers de Lavapiés et Embajadores. Il a été fondé vers 1740. Véritable institution madrilène, il se déroule tous les dimanches matin, jusqu'à 14 h, et les jours de fête. Des centaines d'exposants s'y rendent. on y trouve toutes sortes de choses comme des vêtements, accessoires, etc.
L'écrivain Ramon Gomez de la Serna, connu dans le monde hispanique sous le nom de Ramón Gómez de la Serna[Quoi ?], lui a consacré un de ses livres.